# Amédée Achard
Louis Amédée Eugène Achard (Marselha, 19 de abril de 1814 – Paris, 24 de março de 1875) foi um jornalista e romancista francês que se notabilizou pela escrita de romances de acção e de costumes, alguns dos quais atingiram grande popularidade. Embora indevidamente, é-lhe creditado ter inventado o romance tipo capa e espada. Foi também autor dramático, escrevendo peças de carácter romântico, ao gosto do tempo, que foram populares em França e noutros países do sul da Europa.

## Biografia
Quando criança, Amédée Achard mudou-se com a família para a Argélia, então colónia francesa, onde os pais montaram um negócio de mercearias. Trabalhou como vendedor no negócio da família e depois de uma curta estadia nos arredores de Argel, onde geriu uma exploração agrícola, mudou-se para Toulouse, onde trabalhou no gabinete da prefeitura, lugar onde também pouco tempo permaneceu. Acabou por se fixar em Marselha como jornalista do jornal Sémaphore, para o qual contribui com numerosos artigos, notas e crónicas.
Em 1838 muda-se para Paris, onde escreve para o periódico Vert-Vert, e depois pra o Entracte, o Charivari e, finalmente para o jornal Époque. Achard escreve uma quantidade descomunal de artigos, assinados por si e, nalguns casos por colegas falhos de inspiração. Colaborou com o jornal satírico Le Pamphlet. Paralelamente trabalha como feuilletoniste (folhetinista) para várias casas editores parisienses e publica, sob o pseudónimo de Grimm (em homenagem a Friedrich Melchior Grimm), a obra Lettres parisiennes, a sua primeira obra de grande impacto.
Provocou um duelo com um certo Fiorentino a quem acusava de o haver difamado, no decurso do qual fica gravemente ferido. Ainda a convalescer do ferimento, parte com o exército francês que invade a Itália nas funções de correspondente de guerra do Journal des Débats.
Achard conseguiu uma produção literária extraordinária: para além da sua abundante produção jornalística, ainda consegue escrever cerca de 30 peças para teatro e mais de 40 romances.
De toda a sua produção, o que mais popularizou Amédée Achard foram os seus romances de capa e espada, designação cuja invenção indevidamente lhe é atribuída, embora tenha sido criada por Ponson du Terrail poucos anos antes. Esta perene ligação à capa e espada é o resultado de Achard ter escrito o romance epónimo (La cape et l’épée) em 1875 e de ser um dos primeiros cultores do género.

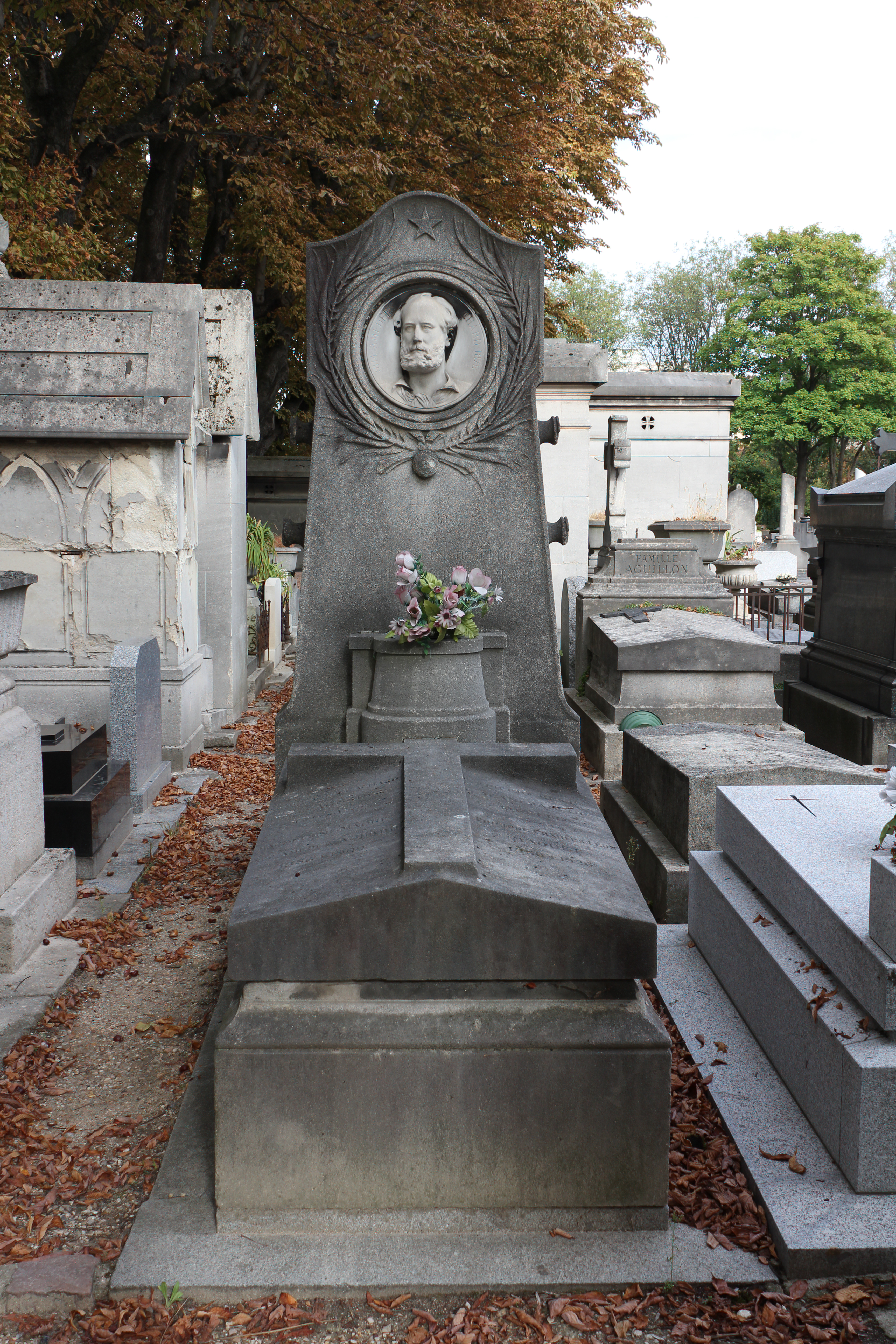
Túmulo de Amédée Achard no Cemitério do Père-Lachaise

Achard conseguiu grande popularidade em França, vendo as suas obras traduzidas para várias línguas, incluindo o português. Entre os seus admiradores conta-se Alexandre Dumas. Para além dos romances de acção, Achard também escreveu romances populares de costumes, considerados hoje como romances cor-de-rosa.
No período da Revolução de Fevereiro de 1848, Achard foi também um activista político, publicando um panfleto revolucionário favoráveis ao campo conservador e realista.
Faleceu em Paris com 61 anos de idade.

## Obra publicadas

### Romances
É autor de cerca de 40 romances, entre os quais:
- Belle-Rose 1847
- Les Petits-fils de Lovelace 1854
- La Robe de Nessus 1855
- Maurice de Treuil 1857
- Le Clos Pommier 1858
- La Sabotière 1859
- Les Misères d'un millionnaire 1861
- Histoire d'un homme 1863
- Les Coups d'épée de M. de La Guerche 1863 Reeditada por Phébus em 1991
- Envers et contre tous 1874 (continuação da obra anterior) Reeditada por Phébus em 1991
- Madame de Sarens 1865
- La Chasse à l'idéal 1867
- Marcelle 1868
- La Cape et l'Épée 1875
- Toison d'or 1875 (continuação da obra anterior)

### Ensaios e viagens
- Lettres adressées à un journal de Paris dont il était le correspondant durant la campagne d'Italie: Montebello, Magenta, Marignan (1859).

### Teatro
Foi autor de três dezenas de peças da teatro.